# Albedo

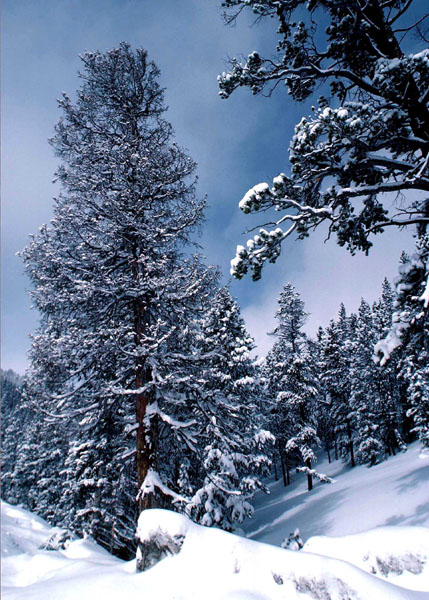
La neu fresca té una albedo d'entre el 75 i el 90%

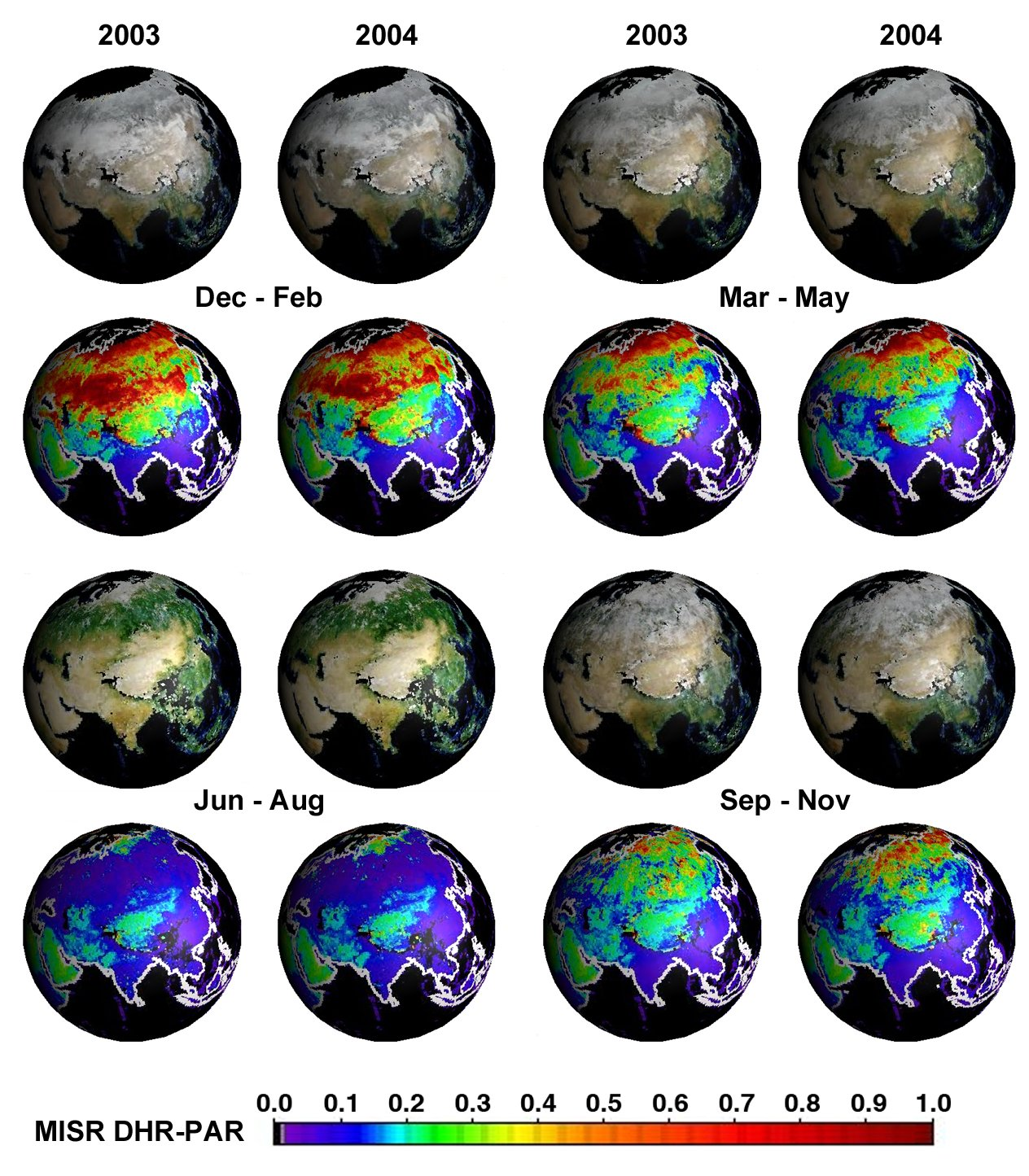
Canvis estacionals a l'albedo terrestre 2003-2004

L'albedo és la quantitat, expressada en percentatge, de radiació que incideix sobre una superfície i que és retornada a l'espai. Les superfícies dels cossos de color clar tenen valors d'albedo superiors a les de color fosc. La mitjana de l'albedo de la Terra és del 30% respecte de la radiació que prové del Sol. Fracció de llum solar que reflecteix un planeta, satèl·lit o asteroide. També s'anomena albedo la reflexió de qualsevol mena de radiació i la reflectància de les superfícies de la Terra, com el mar o el glaç, o de l'atmosfera.
En física, l'albedo és la reflexió de la radiació incident que, en termes d’energia solar, equival a la proporció entre l'energia solar reflectida i la incident en una superfície determinada. L’albedo és major en superfícies brillants com la neu, els núvols o l’aigua i en superfícies despoblades de vegetació, per això la desaparició dels boscos pot afectar l’albedo de la superfície terrestre.
En neutrònica, la part de la física nuclear que estudia el comportament dels neutrons en medis difusors, absorbents o multiplicatius, l'albedo és la capacitat d'una substància de reflectir neutrons. Es mesura pel quocient entre el nombre de neutrons reflectits i el nombre total de neutrons emesos.
En geofísica i geologia, l'albedo és la relació entre l'energia de les ones electromagnètiques retornades per una superfície, ja sigui per reflexió o per difusió, i l'energia de les ones electromagnètiques incidents; pel que fa a les ones lluminoses, s'expressa en percentatges. És molt important per a la zonació climatològica de la Terra. També és el poder de reflexió de la superfície de la Terra i dels altres cossos celestes que no tenen llum pròpia.
El coeficient o percentatge d'albedo és la mesura de la tendència d'una superfície a reflectir una radiació incident.

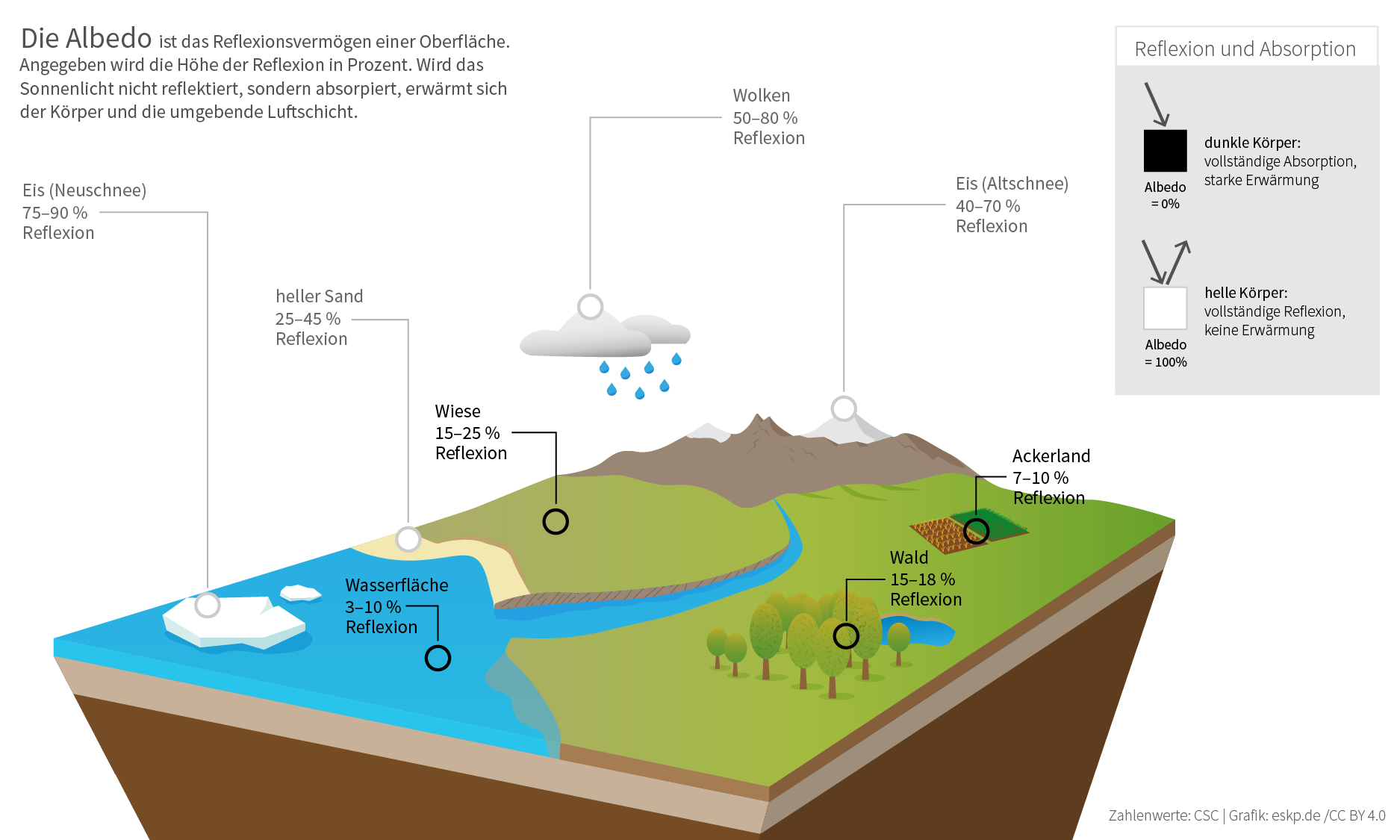
Les superfícies tenen diferents reflexos. Els valors d'albedo seleccionats es mostren en funció de la coberta de sòl.

En astronomia ofereix un mitjà indirecte d'esbrinar la naturalesa d'un astre mitjançant la comparació de la seva albedo amb el d'altres matèries conegudes. Els astrònoms defineixen la reflectivitat d'un objecte a l'espai utilitzant el terme albedo (albedo geomètrica) com la quantitat de radiació electromagnètica que es reflecteix, en comparació amb la quantitat que s'absorbeix. Una superfície perfectament reflectant obtindria un coeficient o percentatge d'albedo pròxima a 1, mentre que un objecte completament fosc tindria una albedo de 0.

## Tipus d'albedo
Hi ha diversos tipus d'albedo, entre els més generals:
- Albedo geomètrica, també coneguda com a albedo física, es refereix a la “reflectivitat” de cossos del sistema solar i la seva principal característica és que es mesura amb un angle de fase igual a zero, és a dir, des de la mateixa font emissora.
- albedo esfèrica o albedo de Bond, per a la que es considera la fracció de radiació retrodispersada tenint en compte totes les longituds d'ona i tots els angles de fase.
- albedo hemisfèrica, que considera la fracció de radiació que és reflectida per una superfície en totes direccions, com a funció de l'angle d'incidència.[8]

## Càlcul de l'albedo hemisfèric de superfície
Per calcular l'albedo de superfície, el valor del qual és adimensional i es defineix com la capacitat de reflexió d'una superfície, es fa servir la següent equació:
{\displaystyle A_{c}=R_{c}/Q}, on {\displaystyle A_{c}}: Albedo (ona curta), {\displaystyle R_{c}}: Radiació reflectida de la superfície de la capa activa (ona curta), {\displaystyle Q}: Radiació global.
L'albedo d'una superfície activa el determinen el seu estat físic i la seva composició. En el cas d'una superfície on domini l'herba seca (no humida), l'albedo s'acostaria al 0.1%.

## Albedo terrestre o planetari
La llum solar és el principal motor del clima i el temps de la Terra. Aproximadament 340 W/m² d'energia del Sol arriben a la Terra (de mitjana a tot el planeta). Gairebé un terç d'aquesta energia es reflecteix a l'espai i 240 W/m² restants són absorbits per la terra, l'oceà i l'atmosfera. La quantitat exacta de llum solar que s'absorbeix depèn de la reflectivitat de l'atmosfera i de la superfície terrestre. L’albedo global del conjunt format per la Terra i l’atmosfera.
Utilitzant les mesures i dades de satèl·lit acumulades des de finals de la dècada de 1970, els científics estimen que l'albedo mitjà de la Terra és 0,30.
El 28% de la radiació solar incident que és retornada a l'espai s'anomena albedo del planeta. En general, l'albedo és el percentatge de la radiació reflectida respecte de la radiació incident.

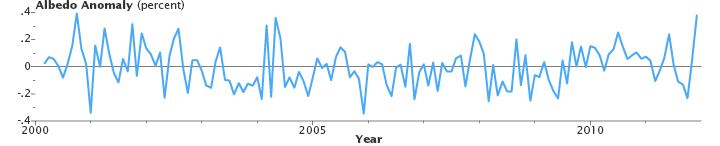
Gràfic que mostra l'anomalia percentual en les observacions de la part superior de l'atmosfera de l'albedo de la Terra. Els percentatges són relatius al valor global mitjà de ~ 0,29. Les mesures es van recollir entre l'1 de març de 2000 i el 31 de desembre de 2011 mitjançant els instruments del Sistema d'Energia Radiant de la Terra (CERES) de la xarxa de satèl·lits d'observació de la Terra de la NASA.

L'albedo mitjà de la terra (incloent l'atmosfera) és aproximadament del 30% respecte a la radiació solar incident, encara que les variacions de l'albedo global són un fet natural que ha canviat al llarg de la història.
Els valors de l'albedo terrestre són variables en funció dels següents paràmetres:
1. l'angle d'incidència dels raigs solars, atès que com major sigui l'angle, major serà el percentatge d'energia reflectida.
2. la naturalesa del cos sobre el qual incideix la radiació solar, que pot ser molt variable.[14]

L'albedo absolut es defineix com la relació entre la radiació solar reflectida per una superfície, dividida per la radiació solar incident en la mateixa superfície (integrant, en ambdós casos, totes les longituds d'ona de la llum solar). L'albedo varia segons el tipus de coberta terrestre, que representa característiques espectrals i bidireccionals pròpies. L'albedo d'un sòl varia amb el color, la humitat i el contingut de matèria mineral i orgànica i l'estat de la superfície i disminueix a mesura que n'augmenta el contingut d'humitat, matèria orgànica i rugositat de la superfície. Els sòls amb tonalitats clares tenen una albedo major que els de tonalitats fosques. Per tant, els sòls sorrencs o arenosos tenen una albedo major que els argilosos.
| tipus de superfície   | albedo |
| --------------------- | ------ |
| Mar en calma          | 2-5    |
| Mar moguda            | 2-10   |
| Selva equatorial      | 5-15   |
| Bosc boreal a l'estiu | 10-20  |
| Prats i conreus       | 15-20  |
| Sabana tropical seca  | 20-25  |
| Arena/Sorra seca      | 25-30  |
| Neu vella             | 50-70  |
| Neu fresca            | 80-90  |

Diagrama: mostrant l'angle d'incidència. La radiació solar arriba en un angle oblic més a prop dels pols, de manera que l'energia s'estén per una superfície més gran, disminuint la seva intensitat.

Si la Terra estigués completament coberta de gel, la seva albedo s'aproximaria a 0,84, és a dir, reflectiria la major part (84%) de la llum solar incident. D'altra banda, si la Terra estigués coberta per un mantell forestal de color verd fosc, l'albedo s'aproximaria a 0,14 (14%) i la major part de la llum solar s'absorbiria. Els canvis en la coberta de gel, la nuvolositat, la contaminació de l'aire o la coberta del sòl (des del bosc fins a les terres de conreu) tenen efectes subtils sobre l'albedo global.

## Variabilitat
Al planeta, no apareix cap tendència global significativa. L'albedo global va augmentar i va baixar en diferents anys, però no va mostrar cap tendència durant molt de temps.
Els resultats obtinguts mostren que, fins i tot a escala global, l'albedo de la Terra fluctua notablement durant períodes curts a causa de les variacions naturals en el sistema climàtic. La coberta de gel, la coberta de núvols i la quantitat de partícules en l'aire (aerosols de la contaminació, volcans i tempestes de pols) poden canviar la reflectivitat a escala de dies a anys. No s'han de tenir en compte les fluctuacions a curt termini de les dades, ja que un registre més llarg pot revertir qualsevol tendència a curt termini. Els resultats també suggereixen que per a detectar amb confiança els canvis en l'albedo de la Terra per sobre de la variabilitat natural, cal un registre en un temps molt més llarg (Norman Loeb, investigador principal de CERES al Langley Research Center de la NASA).
L'albedo de la terra no és constant, sinó que també varia amb l'estació de l'any. Durant el transcurs d'un any l'albedo terrestre té dos pics; el primer, més baix, correspon al moment en què el gel marí antàrtic es troba en el seu màxim i el segon pic, més alt, correspon al moment en què, a les latituds més altes, bona part de la massa terrestre queda coberta de neu.
L'albedo superficial assoleix el seu valor màxim a l'hivern i el seu valor mínim a l'estiu perquè amb la neu a l'hivern augmenta. Els canvis estacionals de l'albedo revelen clarament que el patró de canvis estacionals de l'albedo s'ha mantingut constant entre 2000 i 2008. La diferència entre la radiació rebuda i reflectida és notablement més gran a l'estiu que a l'hivern, cosa que pot ser causada pel fet que les característiques de reflectància bidireccional superficial són més evidents a l'estiu, quan les plantes són més gruixudes, que no pas a l'hivern, quan la superfície terrestre no presenta tanta vegetació i el gel/neu no és tan present.

## Monitoratge de l'albedo terrestre

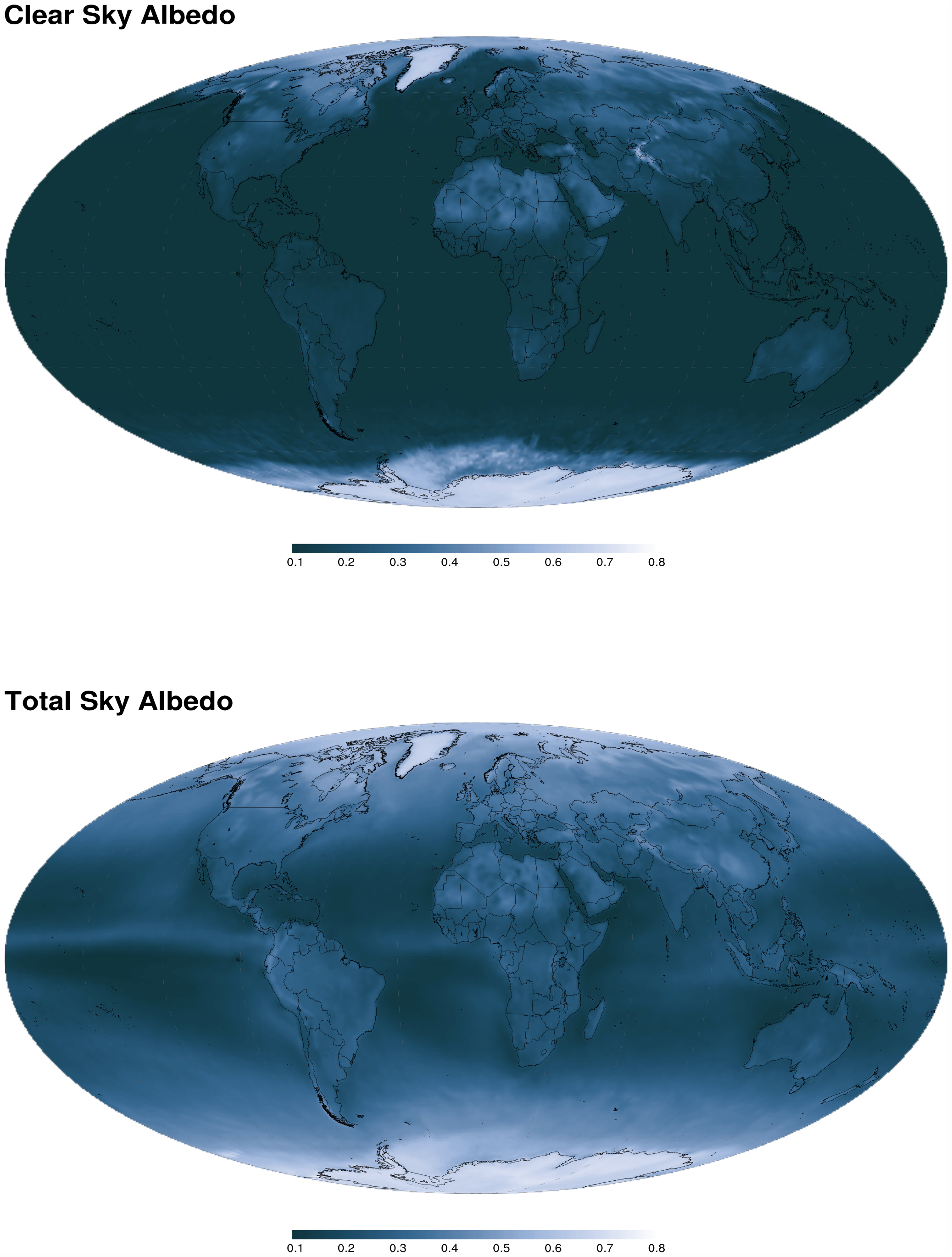
Imatge des del satèl·lit CERES-Aqua 2003-2004 observant la mitjana anual de cel clar i albedo total del cel.

La comprensió de l'albedo superficial de les altes latituds és crucial per als estudis de canvi climàtic. Les dades d'albedo de MODIS (espectroradiòmetre d'imatges de resolució moderades) van resultar d'alta qualitat en comparació amb les mesures in situ de la xarxa climàtica de Groenlàndia (GC-Net), però cobreixen una àrea massa petita per a poder caracteritzar completament l'albedo de Groenlàndia en els mesos d'hivern. En canvi, les dades recuperades al MODIS, de qualitat inferior, proporcionen una cobertura espaciotemporal adequada- Tot i així, no es recomana utilitzar-les a grans angles zenitals solars (SZA) perquè tenen un esbiaixament sistemàtic a la baixa. […] Els albedos de neu de MODIS ajustats, solen estar entre 0,75 i 0,87 sobre neu seca quan SZA és superior a 55 graus, i redueixen les tendències estacionals i meridionals poc realistes associades a les recuperacions MODIS a gran SZA, definides com a SZA major de 55 graus i 70 graus respectivament per a dades de baixa i alta qualitat.[…] Els ajustaments introduïts en el sistema MODIS d'observació de l'albedo terrestre estan en condicions de poder avaluar un probable forçament radiatiu antropogènic directe experimentat a Groenlàndia per causa dels gasos d'efecte hivernacle o dels aerosols.
L'albedo de la superfície de la Terra s'estima regularment mitjançant l'observació amb sensors de satèl·lits (MODIS (NASA), els satèl·lits Terra i Aqua i l'instrument CERES al Suomi NPP i JPSS). Atès que la quantitat de radiació reflectida es mesura només per a una única direcció a cada satèl·lit i no en totes les direccions, s'utilitza un model matemàtic per traduir un conjunt de mostres de mesuraments de la reflectància direccional hemiesfèrica i de la reflectància bi-hemisfèrica. Aquests càlculs es basen en la funció de distribució de reflectància bidireccional (BRDF), que es descriu com la reflectància d'una superfície determinada depenent de l'angle de visió de l'observador i de l'angle solar, facilitant la traducció d'observacions de reflectància de l'albedo.

### Albedo de cel blanc, cel negre i cel blau
Per a superfícies terrestres, s'ha demostrat que l'albedo a un angle zenital solar determinat "θ " es pot calcular mitjançant la suma proporcional de dos termes:
- la reflectància direccional-hemisfèrica en aquest angle zenital solar anomenada albedo de cel negre.
- la reflectància bi-hemisfèrica, sovint anomenada albedo de cel blanc.

La proporció de radiació directa des d'un angle solar donat, més la proporció d'il·luminació difusa, s'anomena albedo real o albedo de cel blau.
L'albedo del cel clar és la fracció de la radiació solar entrant reflectida a l'espai per les regions de la Terra els dies sense núvols. Les regions amb més albedo són les regions amb neu i gel, seguides de les regions desèrtiques. Els oceans tenen l'albedo més baix, i reflecteixen molt poc la radiació solar incident. Als pols, no és possible mesurar l'albedo durant els mesos d'hivern, ja que gairebé no hi ha radiació solar aquests temps. L'albedo total del cel inclou els dies ennuvolats.